# KOI-5705
KOI-5705는 백조자리에 위치한 항성이다. 2016년에 발견된 천체이다.

## 설명
KOI-5705는 지구에서 2965광년 떨어진 곳에 위치하고 있으며 K형 주계열성인 항성이다. 이로 인해 태양계의 유일한 항성인 태양에 비하면 항성의 온도가 낮은 편이지만 K형 주계열성 중에서는 온도가 비교적 높은 항성이 된다. KOI-5705는 항성의 나이가 태양보다 더 많을 것으로 추정되며 현재까지 거느리고 있는 것으로 확인된 외계 행성은 지구와 유사한 환경을 가지고 있어 슈퍼지구 중에 하나로 분류가 되고 사람이 거주 가능한 행성이 되는 KOI-5715.01밖에 없지만 추후 이항성에 형성된 행성계를 더 조사하면 이외의 다른 외계 행성들도 발견할 수 있을 것으로 보이며 태양계와 유사한 행성계가 형성되어 있을 것으로 추정된다.

## 같이 보기
- 항성
- 백조자리
- K형 주계열성